# Samernas hembygdsområde

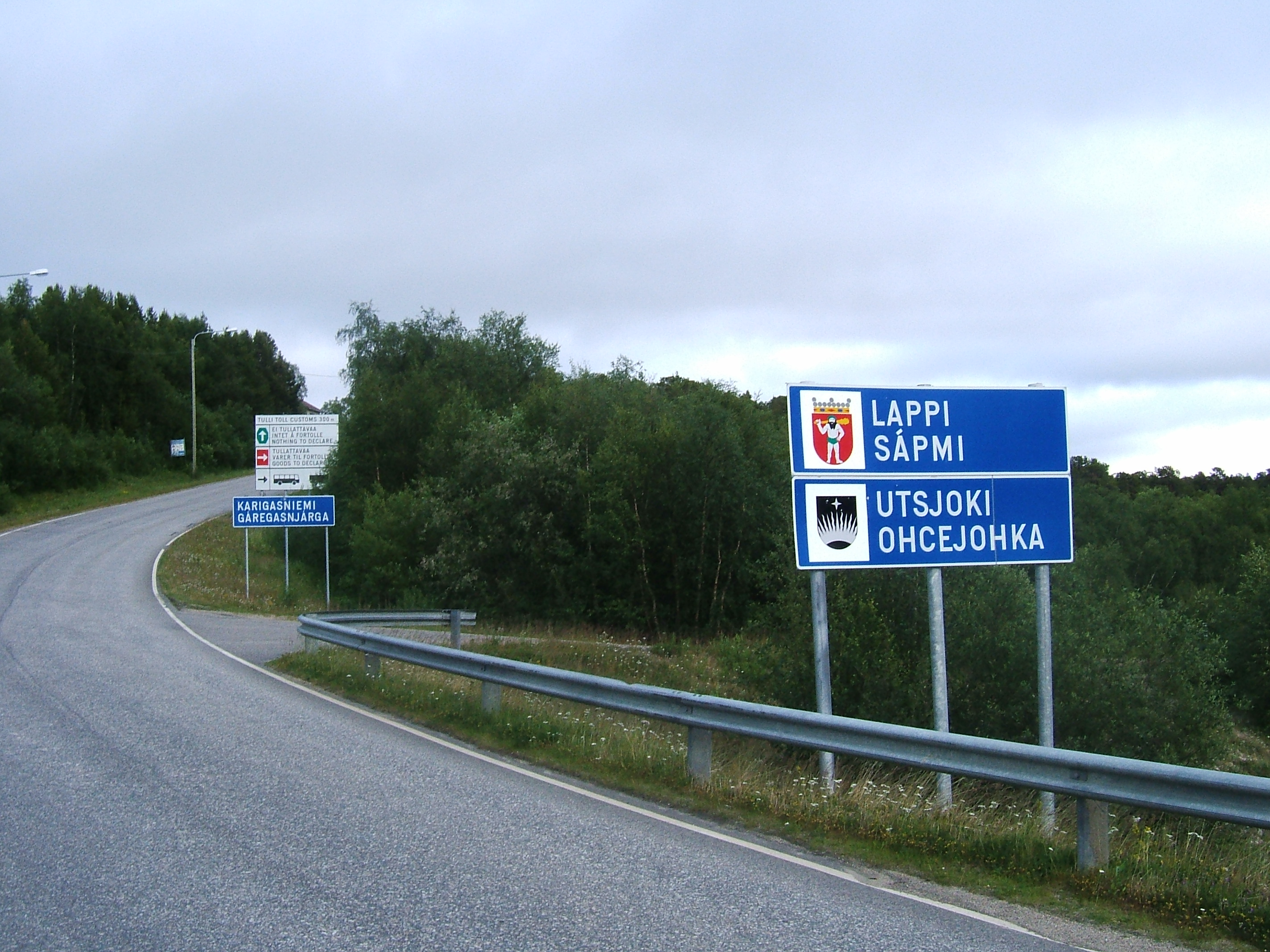
Gränsövergång vid Karigasniemi i Finland. Vägskyltarnas ortnamn står på finska och nordsamiska (medan gränsföreskrifterna står på finska, norska och engelska).

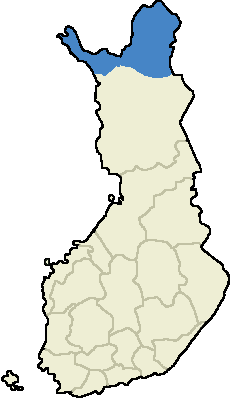
Samernas hembygdsområde.

Samernas hembygdsområde är en region i Finland, inom vilken utövas samisk kulturell autonomi. Samisk språklag gäller i första hand detta område eller de berörda kommunerna.
Samernas hembygdsområde definieras av paragraf 121 i grundlagen och i Sametingslag 17 juli 1995/974. Området omfattar:
- Enontekis kommun
- Enare kommun
- Utsjoki kommun
- området för renbeteslaget Lapin paliskunta, det vill säga norra delen av Sodankylä kommun.

Kommunerna i området är tvåspråkiga (finska och nordsamiska) eller fyrspråkiga (Enare: finska, nordsamiska, enaresamiska och skoltsamiska). I lagstiftningen betraktas de samiska språken mer eller mindre som ett språk.
Samerna är tillförsäkrade kulturell autonomi inom hembygdsområdet i ärenden som angår samiska språk och samisk kultur. Sametinget ansvarar för skötseln av ärenden som avser den kulturella autonomin. 
Av totalt omkring  9 400 samer i Finland bor 40 procent, eller omkring 3 600 personer, i hembygdsområdet.